# La setta
La setta è un film del 1991, diretto da Michele Soavi, scritto e prodotto da Dario Argento.
Argento avrebbe anche dovuto dirigere il film, perché Soavi era impegnato con un altro film, Golem, poi abbandonato. Argento propose così a Soavi di dirigere la sua sceneggiatura.

## Trama
Prologo: anni settanta, negli Stati Uniti. La "Setta dei senza volto", capeggiata da Damon, compie una serie di efferati delitti a sfondo satanico. Alle vittime viene tolto il volto.
Anni novanta: la medesima setta sta cercando di mettere al mondo l'Anticristo. Per far ciò sceglie, come madre del figlio di Satana, Miriam Kreisl, una giovane insegnante di Francoforte. Questa un giorno investe inavvertitamente un misterioso anziano, Moebius Kelly. Lei non sospetta che l'incidente non sia casuale, bensì uno stratagemma per farla incontrare con Moebius, che è il capo della setta. Una botola in una cantina e una costellazione particolare sono le chiavi per far avvenire il parto in modo corretto, ma ora Miriam deve scegliere se stare con la setta o no.

## Curiosità
- La prima vittima degli anni novanta si chiama Marion Crane proprio come la prima vittima di Psyco; ha anche la medesima età, 21 anni.
- L'attrice protagonista, Kelly Curtis, è la sorella della più famosa Jamie Lee Curtis, protagonista dei primi due capitoli della saga Halloween e figlia di Tony Curtis e Janet Leigh. Kelly Curtis fu scelta da Dario Argento, che rimase molto soddisfatto della sua interpretazione, giudicandola ancor più brava della sorella.
- Nel corso del film, il sinistro Moebius Kelly sostiene che le canzoni dei Rolling Stones nascondano profondi ed occulti significati esoterici.